# Osmanska
Osmanska, eller ottomanska, (لسانه عثمانى, lisân-i ośmânî) kallas den äldre och av persiska och arabiska (den sistnämnda främst genom den förstnämnda) starkt influerade formen av turkiska som användes som administrativt och litterärt språk i Osmanska riket. Det skrevs med en utökad variant av det arabiska alfabetet. Litteraturen på osmanska var starkt influerad av persisk litteratur.
Osmanskan omvandlades till den moderna turkiskan genom Kemal Atatürks omfattande reformer på 1920- och 1930-talen. År 1928 genomfördes den mest omfattande reformen; den innebar att de flesta ord med arabisk härkomst ersattes med turkiska synonymer, dialektala varianter eller syntetiska konstruktioner. Det arabiska alfabetet ersattes av det turkiska alfabetet, som baserades på det latinska alfabetet inklusive bokstäverna Ö (från det svenska alfabetet, på förslag av en svensk översättare som var ledamot i den kommitté som utformade alfabetet) och Ü (från tyskan).
Det muljerade nj-ljudet är ett av de ljudvärden som i osmanskan betecknades med en egen bokstav, men som inte har någon bokstav i det moderna turkiska alfabetet. Numera används istället bokstavskombinationen ny. I osmanskan användes bokstaven ﯓ (nyef).
Det dåtida Turkiet var väldigt stort. Det omfattade bland annat vissa delar av Afrika, så som Algeriet och Tunisien, och osmanskan var spridd som administrativt språk över hela riket.